# Constantin Daicoviciu (okręg Caraș-Severin)
Constantin Daicoviciu – wieś w Rumunii, w okręgu Caraș-Severin, w gminie Constantin Daicoviciu. W 2011 roku liczyła 711 mieszkańców. 